# Караджорджев парк (станція)

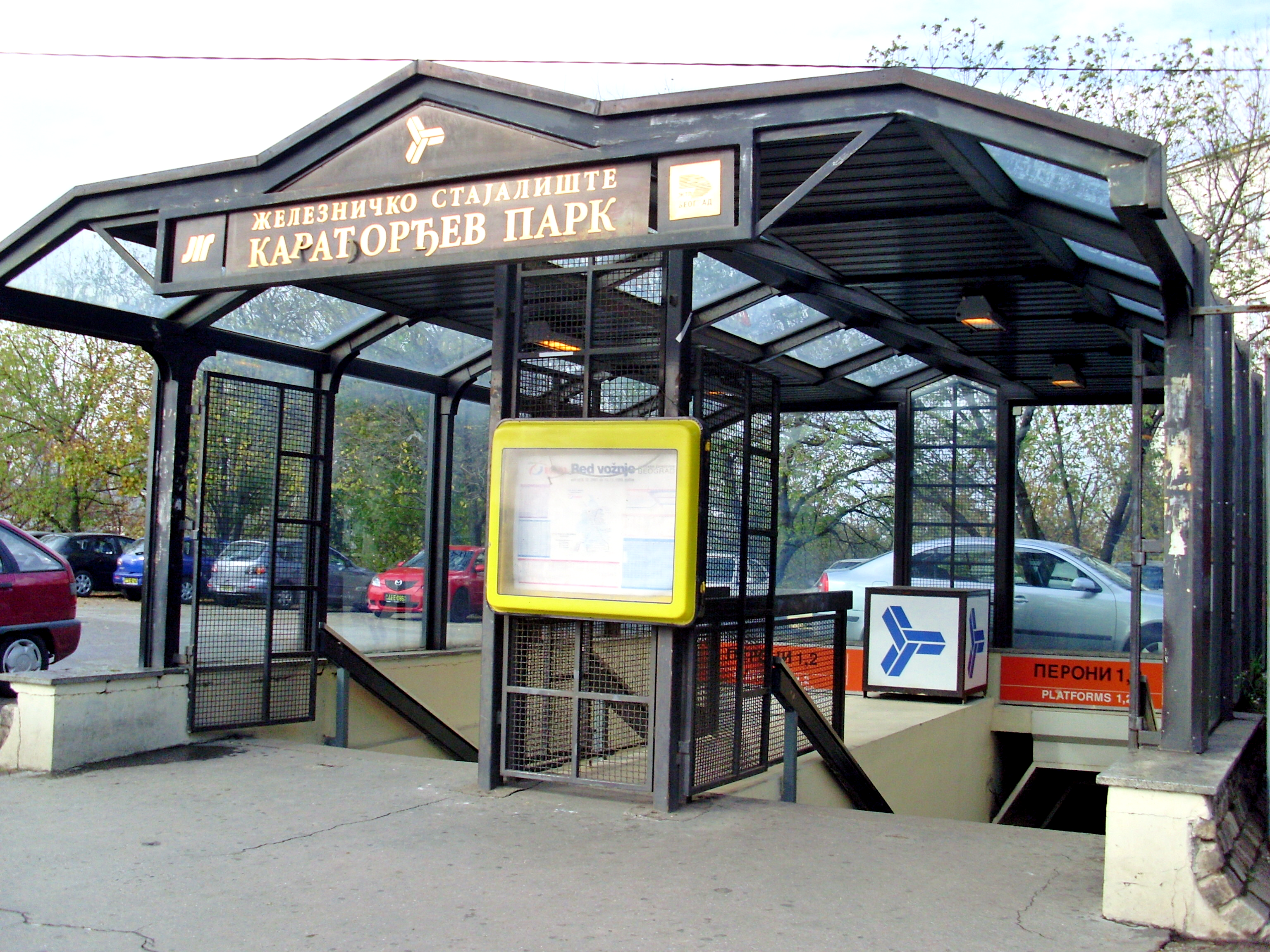
Вхід до станції Караджорджев Парк

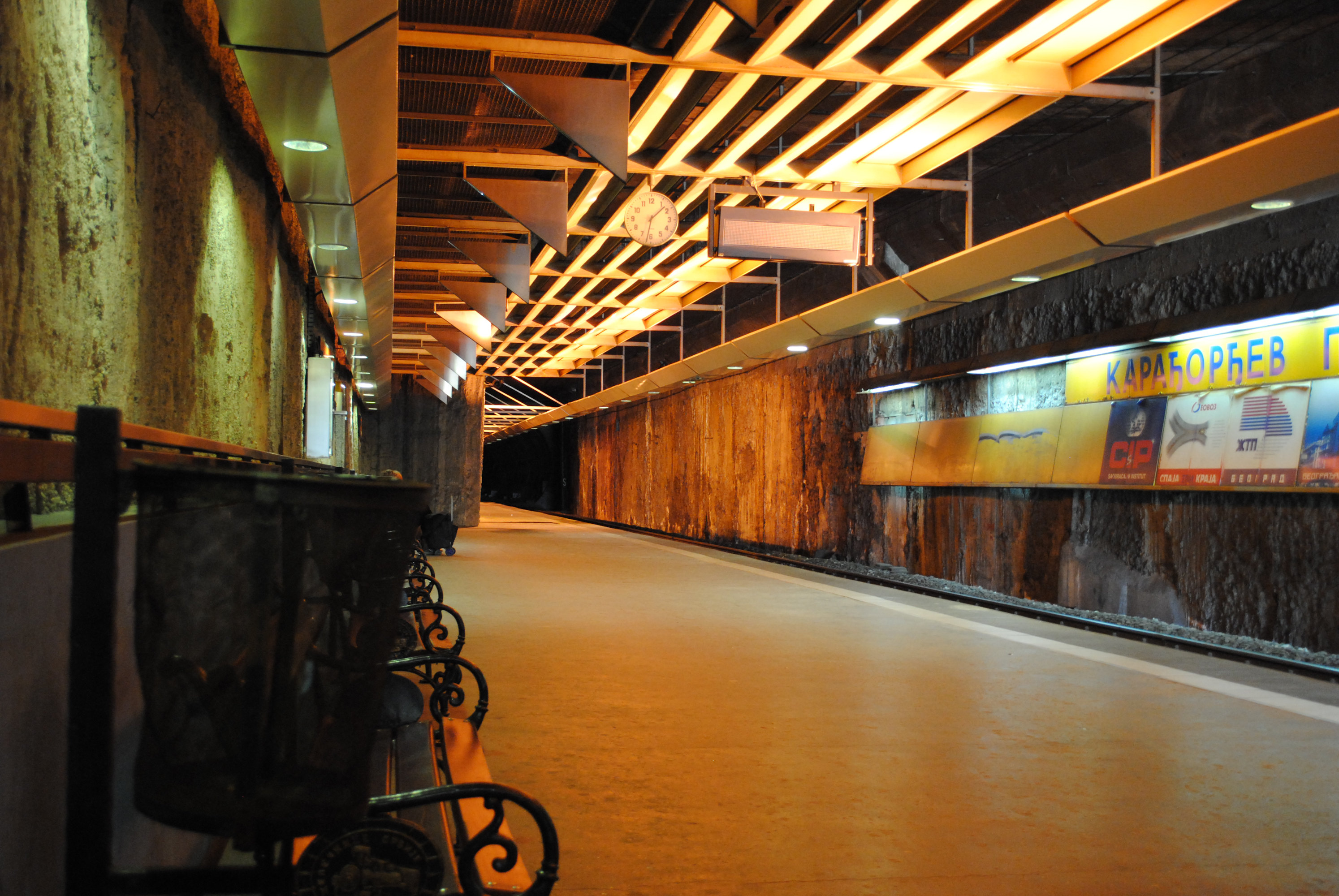

Станція Караджорджев парк (вуковиця: Карађорђев парк; гаєвиця: Karađorđev park) — залізнична станція в муніципалітеті Савський Венац, Белград, Сербія. Розташована на автошляху E70. Наступні станції — Прокоп в одну сторону, та Вуков споменік у іншу сторону. Станція Караджорджев парк має 2 колії.

## Галерея

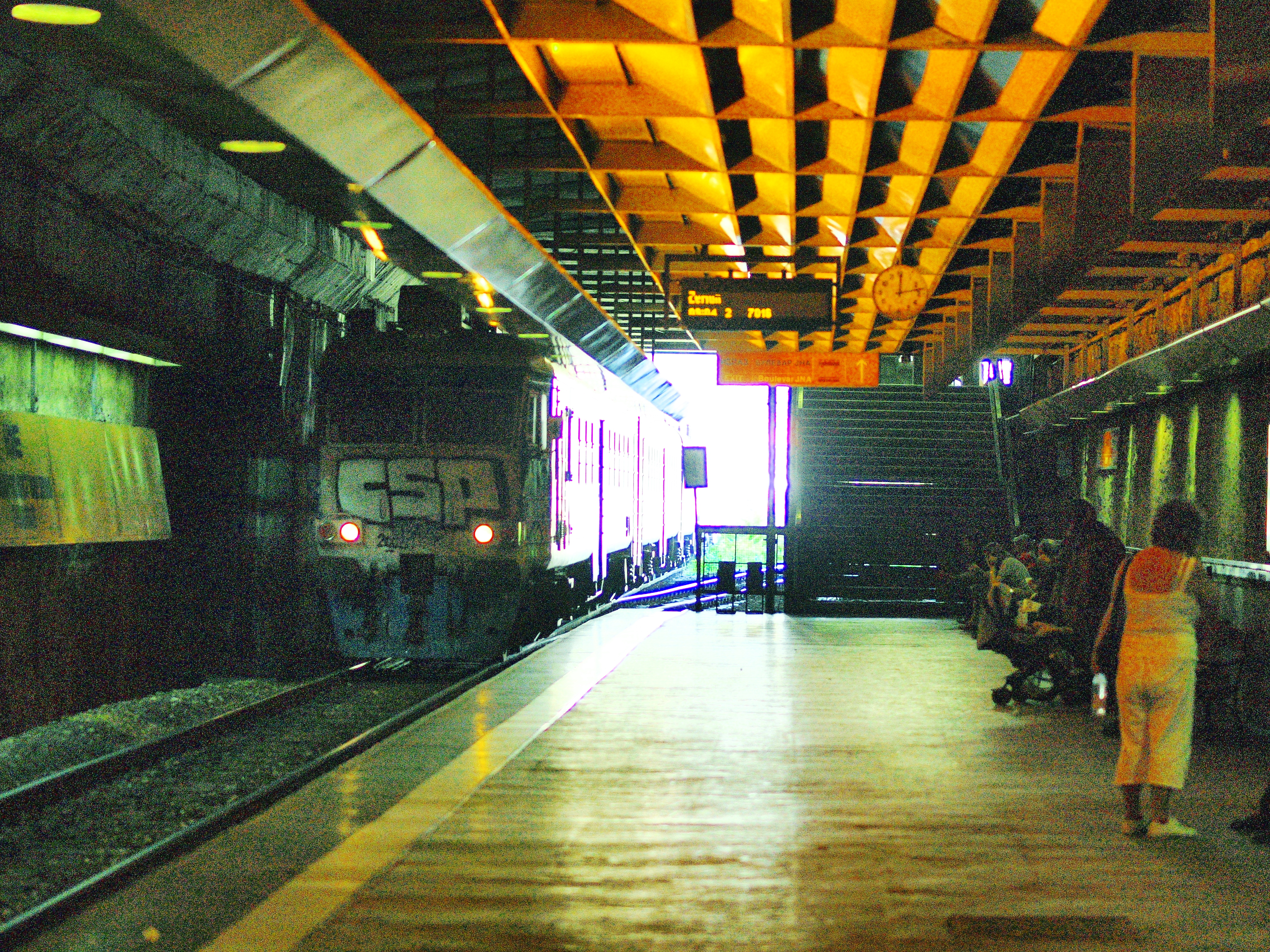
Залізнична станція Караджорджев Парк
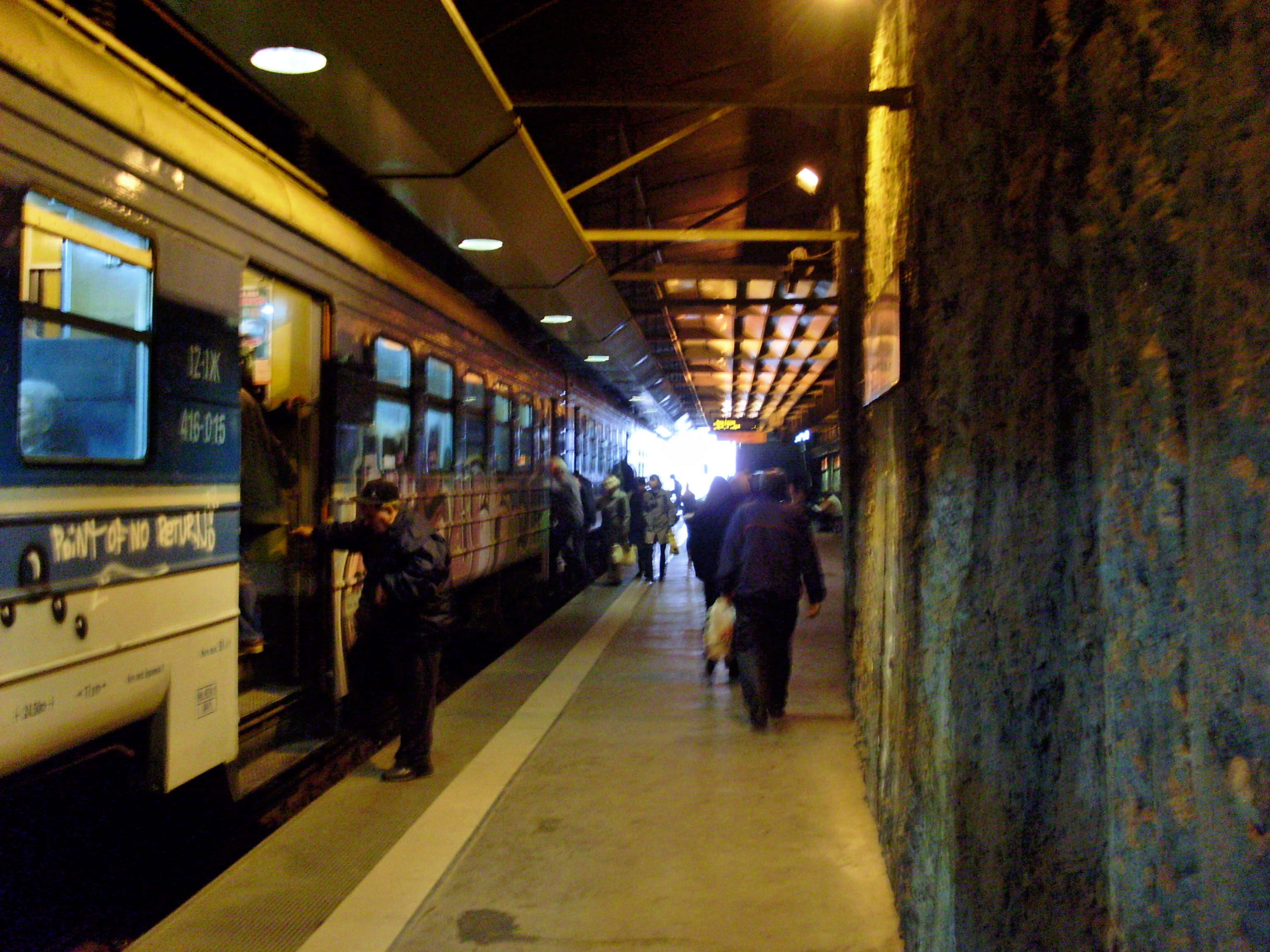
Беовоз на залізничній станції Караджорджев Парк